# Gabriel Lafaye
Pour les articles homonymes, voir Lafaye.
Gabriel Lafaye est un homme politique français né le 4 octobre 1888 à Eauze (Gers) et mort le 19 janvier 1959 à Paris. Mécanicien puis député socialiste SFIO puis néo-socialiste et secrétaire d'État, il est l'un des dirigeants du parti collaborationniste du Rassemblement national populaire (RNP) après 1940.

## Biographie
Issu d'une famille modeste, il est le fils de d’Augustin Lafaye, né en 1858, homme d’équipe aux chemins de fer et de Madeleine Mabes née en 1855, ménagère. Alors que la famille s’installe à Bordeaux, son père meurt, et le jeune Gabriel devient apprenti aux ateliers des chemins de fer de la Compagnie du Midi en étant pupille du syndicat. Gabriel Lafaye exerce la profession de mécanicien et est trois fois licencié pour syndicalisme.
Avec George Gaye et Auguste Rebeyrol,, il est militant pacifiste en 1914, minoritaire au sein des socialistes. En 1920, il adhère à la SFIO et en 1922 à la CGT dont il devient secrétaire de l’Union départementale de la Gironde.
En 1925, il est élu conseiller municipal de Bordeaux et adjoint au maire Adrien Marquet en 1929. En même temps il est député de la circonscription de Bazas, élu en 1928 et réélu en 1932 et en 1936. Il quitte la SFIO en 1933 avec Marquet.
Il est conseiller général du canton d’Auros de 1934 à 1945.
Il est sous-secrétaire d’État au Travail dans le gouvernement Chautemps de janvier à mars 1938.
Il vote comme nombre de députés les pleins pouvoirs au maréchal Pétain. Il rejoint Marcel Déat et dirige en Gironde le parti collaborationniste du Rassemblement national populaire (RNP). Il dirige le journal L'Atelier, collabore à La France socialiste et crée le CIOS (Comité d'Information et d'Orientation Sociale) plus connu des jeunes travailleurs sous le nom de « Comité Lafaye ». Il assure la propagande en faveur du STO et est même membre du Comité national des amis des travailleurs français en Allemagne.
Il est condamné en 1948 à cinq ans d’indignité nationale par la Cour de justice de la Seine.
Il tente sans succès de se représenter à Bazas.
Marié en 1919 à Bordeaux, Gabriel Lafaye se remarie en 1956 à Paris. Il meurt le 19 janvier 1959 dans le 17e arrondissement de Paris.

## Mandats électoraux
- Conseiller Municipal de Bordeaux en 1925 ;
- Député de la Gironde (circonscription de Bazas) de 1928 à 1940 ;
- Conseiller Général de la Gironde de 1934 à 1945 ;